# Грандес Паскуаль, Луис де
Луи́с де Гра́ндес Паскуа́ль (исп. Luis de Grandes Pascual; род. 27 января 1945, Гвадалахара) — испанский политик, член Народной партии. Депутат Европейского парламента.
Окончив юридический факультет Университета Комплутенсе, де Грандес работал адвокатом в Гвадалахаре и Алькала-де-Энарес. В переходный период от диктатуры к демократии состоял в умеренно консервативной правительственной партии Союз демократического центра. В 1977—1982 годах избирался депутатом в нижнюю палату испанского парламента и входил в президиум Конгресса депутатов. В 1977—1979 годах участвовал в работе парламентского комитета, разрабатывавшего текст Конституции Испании.
После распада Союза демократического центра в начале 1980-х годов Луис де Грандес Паскуаль вошёл в небольшую христианско-демократическую Народно-демократическую партию и избирался её генеральным секретарём. Позднее присоединился к Народной партии.
В 1983—1987 годах, а также вновь в 1991—1995 годах де Грандес избирался депутатом регионального парламента Кастилии — Ла-Манчи, где возглавлял фракцию Народной партии. В 1986—1989 и 1993—2004 годах вновь избирался в Конгресс депутатов Испании. При Хосе Марии Аснаре в 1996—2004 годах занимал пост председателя парламентской фракции Народной партии, а также избирался в правление Народной партии.
После парламентских выборов 2004 года Луис де Грандес Паскуаль сложил депутатские полномочия в испанском парламенте и в том же 2004 году был избран депутатом Европейского парламента. В Европарламенте де Грандес Паскуаль входил в правление фракции Европейской народной партии. На выборах в Европейский парламент 2009 года он был вторым в списке Народной партии и вновь вошёл в состав Европейского парламента.